# Avrămești
Avrămești (in ungherese Szentábrahám) è un comune della Romania di 2 572 abitanti, ubicato nel distretto di Harghita, nella regione storica della Transilvania.
Il comune è formato dall'unione di 8 villaggi: Avrămești, Andreeni, Cechești, Firtănuș, Goagiu, Laz-Firtănuș, Laz-șoimuș, Medișoru Mic.